# Johann Lorenz Wilhelm Räntz
Johann Lorenz Wilhelm Räntz (getauft am 18. März 1733 in Bayreuth; † 22. Dezember 1776 in Berlin) war ein deutscher Bildhauer des Rokoko.

## Leben
Johann Lorenz Wilhelm Räntz war der jüngere Sohn des Bayreuther Bildhauers Johann Gabriel Räntz (1697–1776) und Enkel des Bildhauers Elias Räntz. Zusammen mit seinem älteren Bruder Johann David Räntz d. J. erhielt er Unterricht bei seinem Vater und dann bei Johann Justin Preissler an der Nürnberger Kunstakademie. Zum Studium von Schlüters Kunst gingen die Brüder 1753 nach Berlin. 1754 gingen sie nach Kopenhagen, wo Johann Lorenz Wilhelm den Preis der Akademie gewann. 1756 wurden die Brüder nach Bayreuth zurückgerufen. 1764, nach Markgraf Friedrichs Tod, gingen die Brüder mit Carl von Gontard und anderen Bayreuther Künstlern und Kunsthandwerkern nach Berlin an die Hofbildhauerwerkstatt des François Gaspard Adam, die 1775 von Antoine Tassaert übernommen wurde. Im Juni 1776 heiratete Johann Lorenz Wilhelm die Kaufmannstochter Emilia Catharina Fleischmann aus Kulmbach. Er starb im Dezember desselben Jahres.

## Werke
Die Gebrüder Räntz werden immer gemeinsam genannt.

### In Kopenhagen
- 1755: Skulpturen für den Palast des Grafen Levetzow

### In Bayreuth
- 1761: Brunnengruppe für den Hofgarten (kam nicht zur Aufstellung), Attikafiguren am Neuen Schloss in Bayreuth, Brunnengruppe in der Eremitage und Neptungruppe im Schlosspark Fantaisie

### In Potsdam
- Um 1664: Sechs steinerne Laternenträger auf der Breiten Brücke
- 1764–1769: Giebelreliefs, Statuen und Gruppen für das Neue Palais, acht Kinderpaare auf Delphinen im Grottensaal, zwei Kindergruppen im Park von Sanssouci.
- 1768–1774: Marmorstatue der Markgräfin Wilhelmine von Bayreuth im Freundschaftstempel
- 1773–1774: Mythologische Stuckreliefs in den Neuen Kammern von Sanssouci
- 1774: Grabmal von Johann Joachim Quantz auf dem Alten Potsdamer Friedhof

### In Berlin
- 1777: Marmorstatue des Generals von Winterfeldt für den Wilhelmplatz (von Johann David Räntz fertiggestellt, heute im Bode-Museum)